# Kain (plaats)
Kain is een dorp in de Belgische provincie Henegouwen en een deelgemeente van de Waalse stad Doornik. Kain was een zelfstandige gemeente, tot die bij de gemeentelijke herindeling van 1977 toegevoegd werd aan de gemeente Doornik.

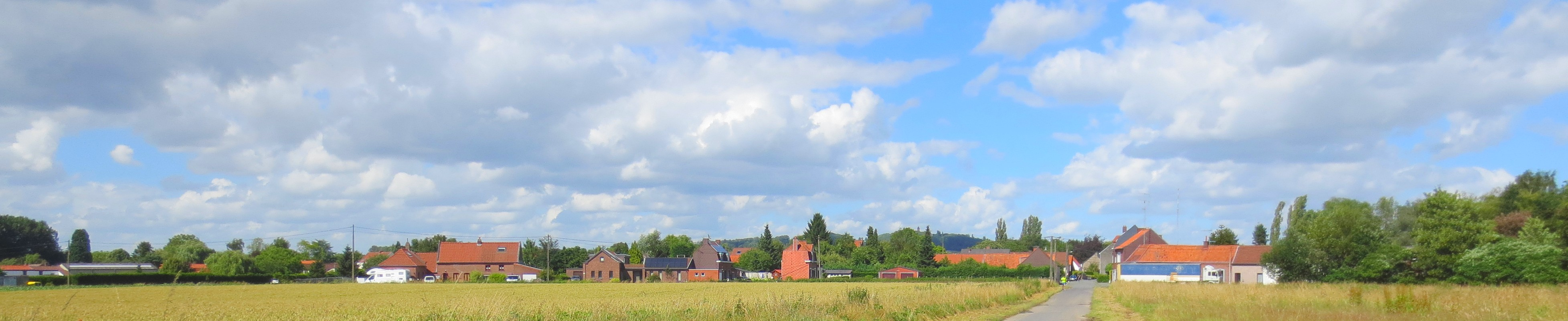
Zicht op Kain

## Geschiedenis
In 1905 werden de dominicanen gedwongen Frankrijk te verlaten; zij vestigden in het klooster Le Saulchoir in Kain hun studium generale. Hier studeerden onder meer de theologen Edward Schillebeeckx en Jan van der Ploeg.

## Bezienswaardigheden
- De Onze-Lieve-Vrouw van het Grafkerk (Église Notre-Dame de la Tombe), neogotische kerk van 1904, uitgevoerd in Doornikse steen.
- De Onze-Lieve-Vrouw van het Grafkapel (Chapelle Notre-Dame de la Tombe), gotische kapel van omstreeks 1490, herbouwd in 1608.
- De Sint-Omaarskerk (Église Saint-Omer) van 1782 in classicistische stijl.
- Het Château Pelle, classicistisch gebouw van 1740, omringd door een park.
- Het Château Rose, in beaux-arts-stijl van 1930, te midden van een park.
- Het Château de Saulchoir, van eind 18e eeuw, in Lodewijk XVI-stijl, gelegen in een park.
- De Abdij van Saulchoir (Abbaye de Saulchoir) met restanten van de oufde abdij en nieuwe bebouwing van begin 20e eeuw.
- Het Château la Tombe, met het hoofdgebouw uit de 17e eeuw en latere bijgebouwen uit de 19e en 20e eeuw.
- Op de gegraafplaats van Kain bevindt zich een perk met Belgische oud-strijders uit beide wereldoorlogen. Er bevindt zich ook een perkje met vijf Britse oorlogsgraven uit de Tweede Wereldoorlog.

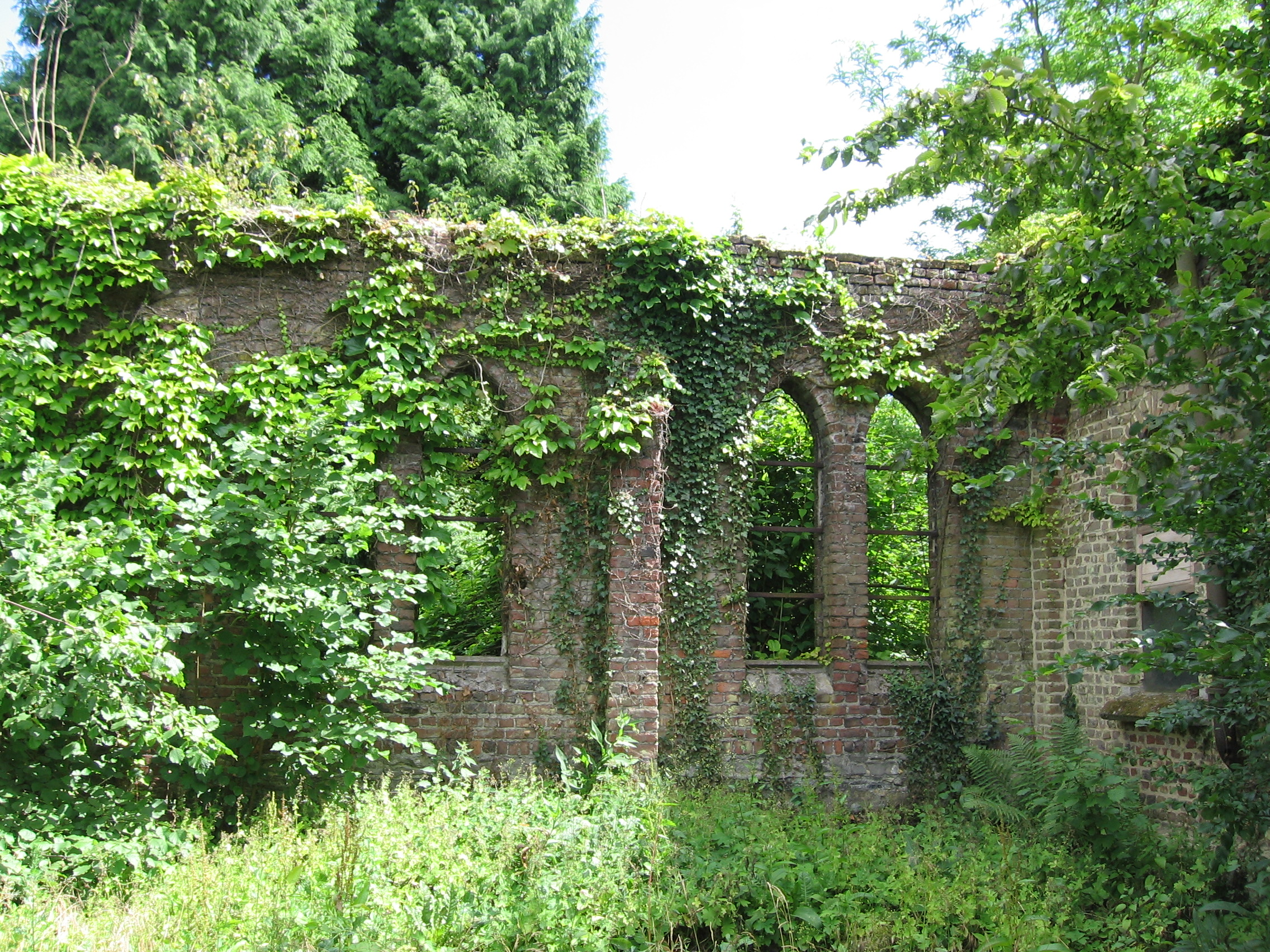
Ruïnes van de Abdij van Saulchoir

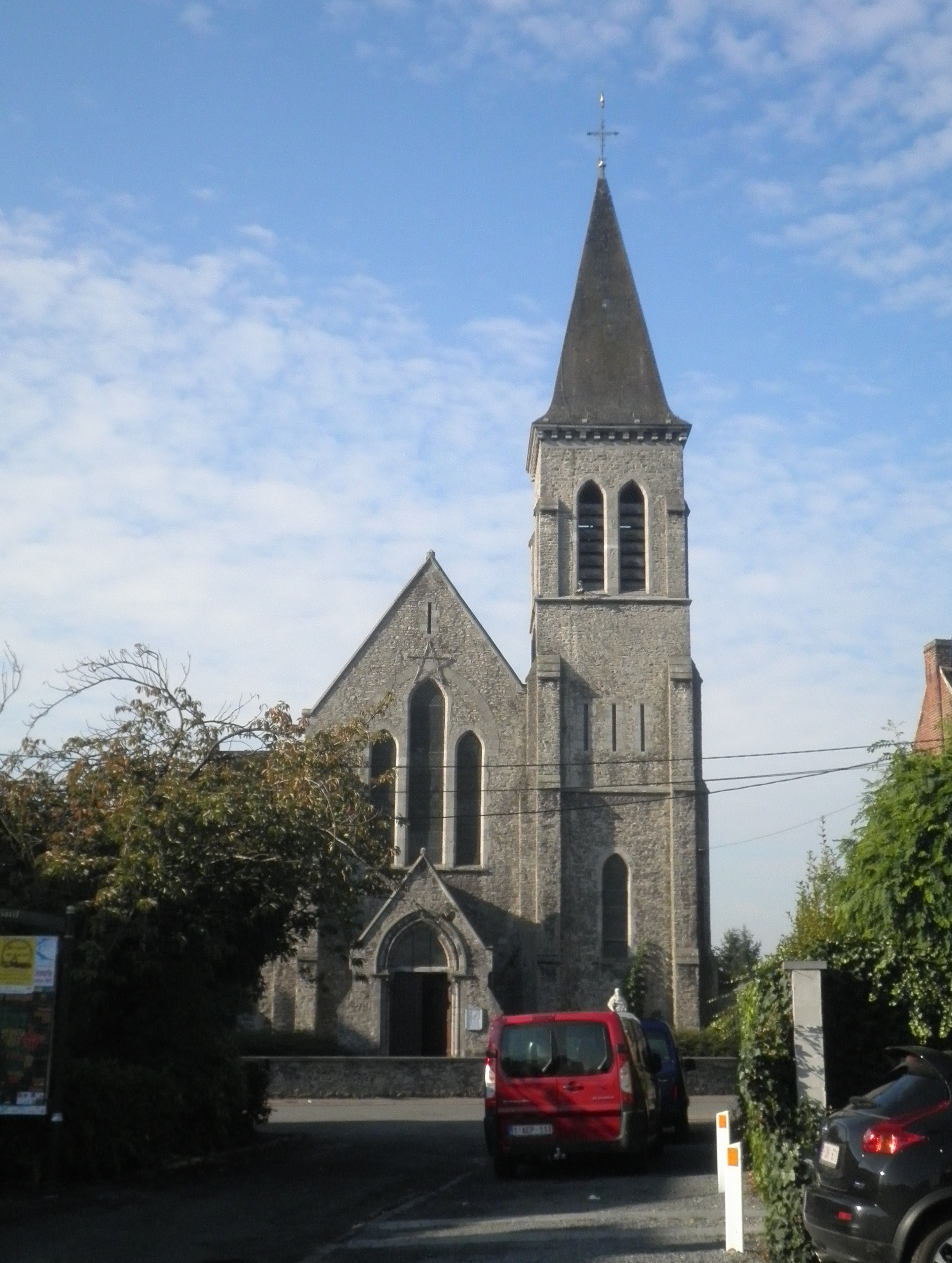
Église Notre-Dame de la Tombe

## Demografische ontwikkeling
- Bronnen:NIS, Opm:1831 tot en met 1970=volkstellingen

## Natuur en landschap
Kain ligt aan de noordrand van de Doornikse agglomeratie. Kain ligt nabij de Schelde en heeft vooral bij de kastelen enkele parken. De hoogte bedraagt ongeveer 22 meter.

## Politiek
Kain had een eigen gemeentebestuur en burgemeester tot de fusie van 1977. 

### Burgemeesters
| Tijdspanne | Tijdspanne  | Burgemeester           |
| ---------- | ----------- | ---------------------- |
|            | 1807 - 1819 | François Bonaert       |
|            | ...         |                        |
|            | 1971 - 1976 | Raoul Van Spitael (PS) |

## Verkeer en vervoer
Kain wordt doorsneden door de autosnelweg A8/E42.

## Trivia
Kain werd in de Zaak Dutroux genoemd omdat hier op 28 mei 1996 Sabine Dardenne door Marc Dutroux werd ontvoerd.

## Nabijgelegen kernen
Doornik, Mont-Saint-Aubert, Obigies